# اوتیاگانوو (شهرستان بورایفسکی، باشقیرستان)
اوتیاگانوو (انگلیسی: Utyaganovo, Burayevsky District, Republic of Bashkortostan) یک شهرک در شهرستان بورایفسکی باشقیرستان کشور روسیه است.